# Alphonse V du Kongo
Alphonse V du Kongo  (Ndo Mfunsu V en kikongo et Afonso V en portugais). Manikongo du royaume du Kongo de 1784 à 1787. 
Alphonse V du Kongo est issu de la faction sud du Kanda Kinlaza installée à Nkondo. Il est le frère et successeur du Manikongo Joseph Ier et il prend possession du trône sans contestation le  5 janvier 1784. Le roi qui a une grande réputation de piété  s'attribue  dans sa correspondance le titre pompeux de « Roi du Kongo, le très puissant Dom Afonso le 5e, souverain d'une partie de l'Éthiopie». Alphonse V, meurt deux ans plus tard, empoisonné par ses ennemis selon certaines rumeurs et un nouveau conflit éclate .

## Source
- (en) John K. Thorton, « Mbanza Kongo/Sao Salvador :  Kongo's Holy City », dans David M. Anderson et Richard Rathbone (éd.), Africa's Urban Past, Oxford, James Currey, Portsmouth, Heinemann, 2000  (ISBN 978-0-325-00221-7), pp. 73-78.